# Amy Lee
Amy Hartzler (Født Amy Lynn Lee d. 13. december 1981 i Riverside, Californien, USA) bedst kendt som Amy Lee, forsanger, pianist og med-stifter af bandet Evanescence.
- Wikimedia Commons har flere filer relateret til Amy Lee